# Satynýrka

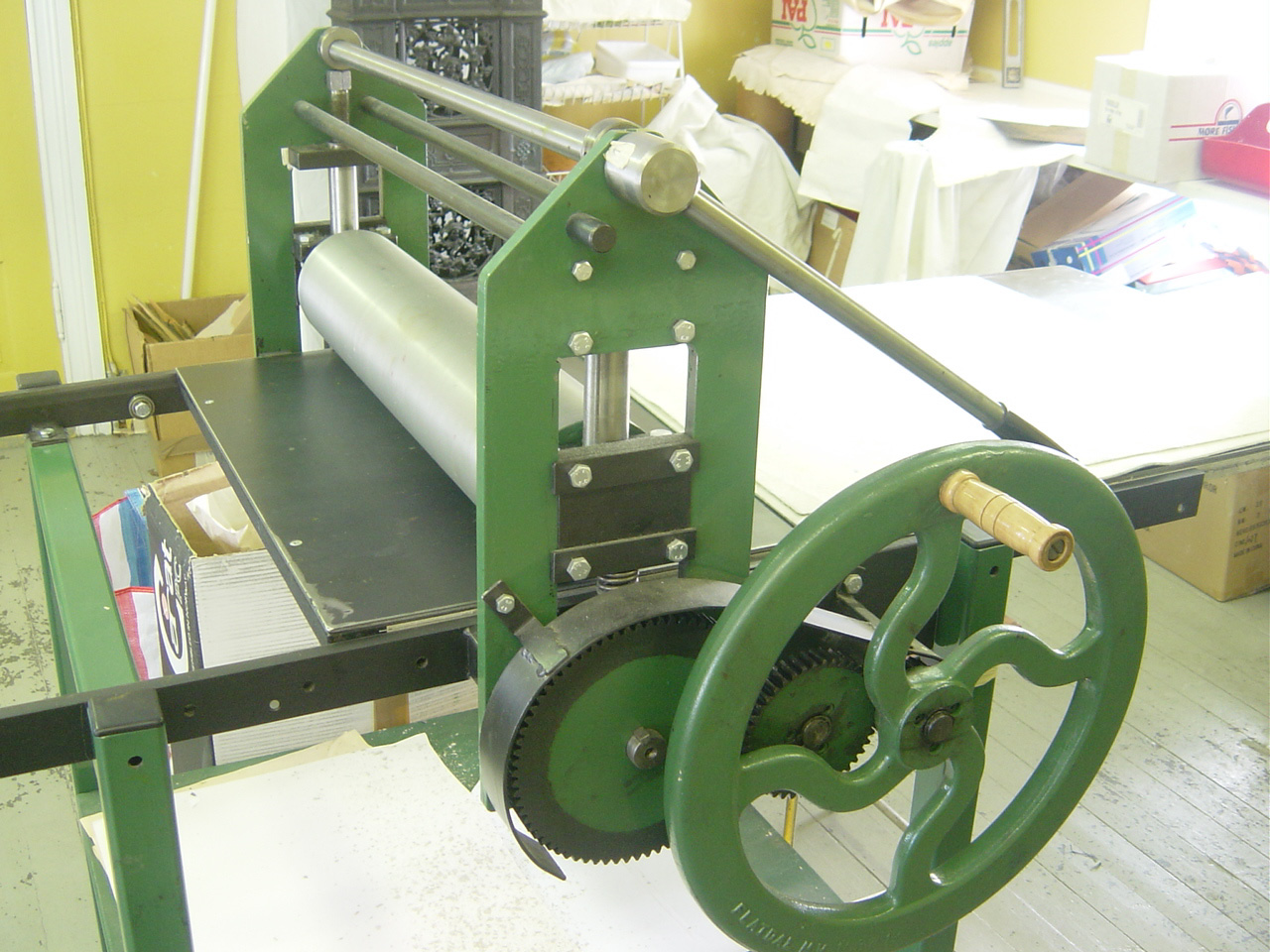
Ateliérová satynýrka

Satynýrka (též satinýrka) je ruční válcový grafický lis, který se užívá především pro umělecký tisk z hloubky. Skládá se z dvojice protiběžných ocelových válců, mezi nimiž se pohybuje ocelová deska s tiskovou formou a potiskovaným papírem. Pohyb stroje je ruční, pomocí ozubených převodů. 

## Funkce
Na rozdíl od tiskařského lisu, který působí na celou plochu tiskové formy a papíru najednou, satynýrka působí v každém okamžiku jen na malou část plochy. Může tak vyvinout podstatně větší tlak, zejména u velkých ploch. To je nezbytné hlavně u tisku z hloubky (mědiryt, lept, suchá jehla), aby se barva i z velmi jemných drážek formy spolehlivě otiskla. 
Potiskovaný papír se někdy navlhčuje a pro umělecký tisk z hloubky se nejlépe hodí měkký ruční papír. Tisková deska (obvykle se zaoblenými rohy) povrch papíru vyhladí a vytlačí v něm tzv. fazetu, která na první pohled odlišuje skutečný tisk na satynýrce (včetně ovšem novotisků či reprintů z původní desky) od pouhých reprodukcí. I fazeta se ovšem dá napodobit.

## Název
Slangový název je v češtině přenesen z papírenského stroje na hlazení či „satinýrování“ papíru, slovo je odvozeno od francouzského satin, hedvábí.